# Деревій заплавний
Деревій заплавний (Achillea inundata) — вид рослин з родини айстрових (Asteraceae), поширений від Румунії до Сибіру.

## Опис
Багаторічна рослина висотою 40–120 см. Рослини негусто запушені м'якими волосками. Нижні листки двічі-тричі перисторозсічені. Язички крайових квіток білі, рідко рожеві.

## Поширення
Поширений від Румунії до Сибіру. 
В Україні вид зростає на заплавних луках, узліссях, трав'янистих схилах — у Поліссі, Лісостепу, зазвичай; в Степу, Криму, рідко.